# Wiesław Baranowski
Wiesław Baranowski (ur. 6 marca 1941 w Okoninie, zm. 31 marca 2018 w Pruszczu Gdańskim) – polski rugbysta występujący na pozycji środkowego ataku, wielokrotny medalista mistrzostw kraju, reprezentant Polski, następnie trener.
Od szesnastego roku życia trenował rugby w Lechii Gdańsk. W tym klubie był dwukrotnym medalistą mistrzostw Polski juniorów, zaś z drużyną seniorską zdobył łącznie dziesięć medali mistrzostw kraju: po trzy złote (1960–1961 i 1970) i srebrne (1963, 1971–1972) oraz cztery brązowe (1962, 1967–1969).
Dla reprezentacji Polski rozegrał dwa mecze międzypaństwowe zdobywając w nich trzy punkty. W latach 1960–1961 grał w kadrze juniorów.
Trenował zespoły juniorskie Lechii (1987–1990), a następnie seniorską i juniorskie drużyny (1990–1993) współzałożonego klubu Lotnik Pruszcz Gdański.